# Panelus sabahi
Panelus sabahi är en skalbaggsart som beskrevs av Renaud Maurice Adrien Paulian 1992. Panelus sabahi ingår i släktet Panelus och familjen bladhorningar. Inga underarter finns listade i Catalogue of Life.